# Colectiva Luchadoras
Colectiva Luchadoras, también conocidas como Luchadoras Mx, es una organización mexicana feminista de la sociedad civil fundada en 2012 por un grupo de activistas y defensoras de derechos humanos.
Esta organización tiene como objetivo combatir los estereotipos de género y la violencia digital. Impulsa procesos de política personal y colectiva a partir de la creación de contenidos para ocupar la web.

## Historia
Entre sus fundadoras están Perla Vázquez, Eve Alcalá, Anaiz Zamora y Lulú V Barrera. Es una colectiva mediactivista que tiene un énfasis en comunicación, a partir de la creación ydifusión de historias, la apropiación tecnológica y la generación de espacios para reivindicar los conocimientos, la fuerza y el poder de las mujeres, niñas y jóvenes.
Proporcionan información, herramientas y alternativas para atender la violencia digital, partiendo de que las situaciones en lo digital pueden escalar a la vida personal. 
Su activismo sucede en internet y tiene proyectos dedicados a la memoria de feminicidios, apropiación de la tecnología y en relación con el ciber acoso.Impulsan la creación de una Internet Feminista, para buscar acceso a información sobre temas que hagan del internet un lugar libre de violencia contra las mujeres y promover una reflexión crítica sobre el género. 
La organización Luchadoras cuenta con una línea de ayuda que da acompañamiento a casos de violencia digital, esta líena surge en el año 2020, cuando la pandemia por COVID-19 cambió la dinámica de socialización por la virtualidad. 

## Aportaciones
En 2017, en conjunto con SocialTIC y la Asociación por el Progreso de las Comunicaciones, enviaron a las Naciones Unidas el informe la Violencia en línea contra las mujeres en México, a partir de documentar y analizar las agresiones en línea que vivieron las mujeres en México. Lo más relevante de este informe es la creación de una categorización de violencias que sufren las mujeres en línea. 

### Categorías de Violencia en Línea
1. Acceso no autorizado y control de acceso
2. Control y manipulación de la información
3. Suplantación y robo de identidad
4. Monitoreo y acecho
5. Expresiones discriminatorias
6. Acoso
7. Amenazas
8. Difusión de información personal o íntima sin consentimiento
9. Extorsión
10. Desprestigio
11. Abuso y explotación sexual relacionada con las tecnologías
12. Afectaciones a canales de expresión
13. Omisiones por parte de actores con poder regulatorio

## Reconocimientos
- Premio Womanity (2016) para la Prevención de la Violencia contra la Mujer, que otorga la Fundación Womanity, con sede en Ginebra, Suiza.

- Premio Ciudad )2017) [13][14][15][16]